# Kumi Mizuno
Kumi Mizuno (水野久美, Mizuno Kumi) est une actrice japonaise, née en 1937. Elle est principalement connue pour ses nombreux rôles dans des films de science-fiction japonais qu'elle a tourné pendant les années 1960. Son vrai nom est Maya Igarashi (五十嵐 麻耶, Igarashi Maya).

## Biographie
Diplômée d'une école de comédie, Kumi Mizuno fait ses débuts au cinéma en 1957 dans Le Quartier des fous de Minoru Shibuya. Repérée par le réalisateur Ishirô Honda, elle va à partir des années 1960 tourner dans de nombreux films de la Tōhō, studio japonais spécialisé dans la science-fiction et les kaiju eiga (films de monstres géants).
Elle apparaît notamment dans Invasion Planète X (1965) où elle interprète Miss Namikawa ou encore dans Godzilla, Ebirah et Mothra : Duel dans les mers du sud (1966), où elle incarne le personnage de Daiyo. Ces deux rôles lui apportent la célébrité, les films s'exportant très bien à l'étranger. Elle réapparaît en 1968 dans La Guerre des monstres. Kumi Mizuno arrête ensuite de tourner pour la Tōhō.
Dans les années 1970-1980, elle alterne sa carrière entre cinéma et télévision. Elle fait son retour dans l'univers de Godzilla dans les années 2000, jouant un rôle dans Godzilla X Mechagodzilla (2002) et incarnant le commandant Namikawa dans Godzilla: Final Wars (2004).
En 2018, Kumi Mizuno est récompensée par le prix Kinuyo Tanaka pour l'ensemble de sa carrière,.

## Filmographie partielle
- 1957 : Le Quartier des fous (気違い部落, Kichigai buraku?) de Minoru Shibuya
- 1958 : Nuages d'été (鰯雲, Iwashigumo?) de Mikio Naruse : Hamako
- 1959 : Le Sifflement de Kotan (コタンの口笛, Kotan no kuchibue?) de Mikio Naruse : Fue
- 1959 : La Meilleure Fiancée du monde (花嫁さんは世界一, Hanayome-san wa sekai-ichi?) de Kaneto Shindō
- 1961 : Comme épouse et comme femme (妻として女として, Tsuma to shite onna to shite?) de Mikio Naruse : Ruriko
- 1961 : Dangai no ketto (断崖の決闘?) de Kōzō Saeki
- 1962 : Gorath (妖星ゴラス, Yōsei Gorasu?) d'Ishirō Honda : Takiko Nomura
- 1962 : Rats d'égout en uniforme (どぶ鼠作戦, Dobunezumi sakusen?) de Kihachi Okamoto
- 1962 : La Femme de là-bas (その場所に女ありて, Sono basho ni onna arite?)[4] de Hideo Suzuki
- 1963 : Du rififi chez les samouraïs (戦国野郎, Sengoku yarō?) de Kihachi Okamoto
- 1963 : Matango (マタンゴ?) d'Ishirō Honda : Mami Sekiguchi
- 1963 : Le Défi des géants (大盗賊, Daitōzoku?) de Senkichi Taniguchi : Miwa, la chef des rebelles
- 1965 : Frankenstein vs. Baragon (フランケンシュタイン対地底怪獣, Furankenshutain tai chitei kaijū Baragon?) d'Ishirō Honda : Dr. Sueko Togami
- 1965 : Invasion Planète X (怪獣大戦争, Kaijū Daisensō?) d'Ishirō Honda : Miss Namikawa
- 1966 : Godzilla, Ebirah et Mothra : Duel dans les mers du sud (ゴジラ・エビラ・モスラ 南海の大決闘, Gojira, Ebirâ, Mosura: Nankai no daiketto?) de Jun Fukuda : Daiyo
- 1966 : La Guerre des monstres (フランケンシュタインの怪獣 サンダ対ガイラ, Furankenshutain no kaijū: Sanda tai Gaira?) d'Ishirō Honda : Akemi
- 1967 : Kokusai himitsu keisatsu: Zettai zetsumei (国際秘密警察 絶体絶命?) de Senkichi Taniguchi
- 1970 : Onna no keisatsu: Midarechō (女の警察 乱れ蝶?) de Keiichi Ozawa
- 1979 : Eireitachi no oenka: saigo no sōkeisen (英霊たちの応援歌?) de Kihachi Okamoto : Sadako Akiyama
- 1987 : Yogisha (夜汽車?) de Kōsaku Yamashita : Masayo
- 2002 : Godzilla X Mechagodzilla (ゴジラ×メカゴジラ, Gojira x Mekagojira?) de Masaaki Tezuka : Premier Ministre Machiko Tsuge
- 2004 : Godzilla: Final Wars (ゴジラ ファイナルウォーズ, Gojira: Fainaru wōzu?) de Ryūhei Kitamura : Commandant Akiko Namikawa
- 2016 : Intermission (インターミッション, Intāmisshon?) de Naofumi Higuchi (ja)
- 2016 : Yuki onna (雪女?) de Kiki Sugino (ja)
- 2018 : Amanogawa (あまのがわ?) de Shun Konii (ja)

## Distinctions
- 2018 : Prix Kinuyo Tanaka lors de la 72e édition des Prix du film Mainichi pour l'ensemble de sa carrière[3],[5]